# Televisión Nacional de Chile Red Antofagasta
Televisión Nacional de Chile Red Antofagasta, o simplemente TVN Red Antofagasta, es un canal de televisión abierta chileno que emite para la Región de Antofagasta como filial regional de la Televisión Nacional de Chile. Inició sus transmisiones el 11 de abril de 1996, y actualmente su sede y estudios se ubican en calle Navidad 185, en la ciudad de Antofagasta.
Ofrece programación local y publicidad en las desconexiones nacionales de Televisión Nacional de Chile. Emite 30 minutos de noticias después de 24 horas central.

## Historia
El proyecto de la instalación de la filial regional comenzó a gestarse a finales de 1994, las que se concretaron iniciándose el 11 de abril de 1996, siendo esta la última sede local del canal estatal en las regiones del país. Fue producto del proyecto de regionalización que inició Televisión Nacional de Chile en 1969 con la creación de la Red Austral, con sede en Punta Arenas.
Desde sus inicios, la misión de TVN Red Antofagasta ha sido entregar las noticias a los televidentes de la región. De esta manera, el único programa que sigue sus transmisiones ininterrumpidamente ha sido 24 horas Red Antofagasta. También ha realizado programas en consorcio con otras sedes locales de Televisión Nacional de Chile.
Con los avances tecnológicos que ha adquirido a través del tiempo, TVN Red Antofagasta ha mejorado su calidad, logrando incluso enlaces en directo con las ediciones nacionales de 24 horas.
En septiembre de 2007, Televisión Nacional de Chile anunció un concurso público para diseñar los nuevos edificios corporativos de las sedes regionales del canal. Con esto, las sedes regionales de TVN para la zona norte tendrían la misma línea arquitectónica, característica de la zona geográfica.
En diciembre de 2015, y en medio de la crisis por la que atraviesa el canal público, la gerencia optó por cerrar la filial en Calama, además de eliminar el informativo del mediodía "24 horas al día" (que se realizaba desde el 21 de diciembre de 2000) y de postergar la construcción del Centro Regional de Antofagasta (proyecto gestado en 2007 junto con el proyecto de los nuevos edificios corporativos regionales). La decisión fue criticada por la comunidad y por las autoridades regionales por afectar la cobertura informativa del canal en las regiones del país.

## Programas
- 24 horas Red Antofagasta (noticiero)
- Me Gusta en vivo por Facebook
- Zona Desierto (reportajes)
- Anclados (reportajes)